# Vita Sexualis

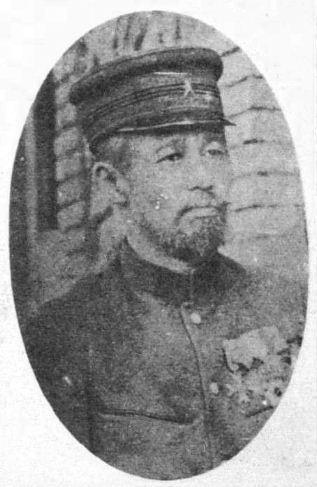
Ógai Mori

Vita Sexualis (japonsky ヰタ・セクスアリス, Wita Sekusuarisu) je erotická novela publikovaná v roce 1909. Napsal ji Ógai Mori (17. února 1862 až 8. července 1922), japonský vojenský lékař, překladatel a spisovatel období Meidži.

## Výklad
Hlavním protagonistou je Kanei Šizuka. Hrdina je chápán jako polo-fiktivní autobiografické zobrazení samotného autora. 

## Ohlas
Novela Vita Sexualis byla krátce po svém vydání v roce 1909 zakázána japonskými úřady, protože byla ve své době považována za příliš skandální a nemravnou.